# 믹 재거
마이클 필립 "믹" 재거 경(영어: Sir Michael Philip "Mick" Jagger, 1943년 7월 26일 ~ )은 영국의 싱어송라이터, 배우로 전설적인 록 밴드 롤링 스톤스의 리드 보컬 겸 창립 멤버로 세계적인 명성을 떨쳤다. 60년이 넘게 활동 중인 그는 로큰롤 역사상 아주 유명하고 영향력 있는 프론트맨 가운데 하나로 평가되고 있다.
현재의 록스타의 개념을 정립했으며, 프론트맨의 상징적인 인물이다. 그룹 멤버인 키스 리처즈와의 작곡 협력은 역사상 아주 성공적인 파트너십 중 하나로 여겨진다. 특유의 보컬과 역동적인 라이브 무대 퍼포먼스는 리처즈의 기타 연주 스타일와 함께 그룹의 트레이드마크로 자리매김했다. 재거는 무절제한 사생활과 수많은 여성 편력으로 언론으로부터 악명을 얻었으며, 종종 반문화의 대표자로 그려지기도 한다.
켄트 주 다트퍼드에서 태어나 성장했으며 학업을 포기하고 롤링 스톤스에 합류하기 전까지 런던 정치경제대학교에서 수학했다. 리처즈와 함께 롤링 스톤스의 노래 대다수를 작곡했으며, 그들은 음악 합작을 지속하고 있다. 1960년대 말 재거는 영화(《퍼포먼스》 및 《네드 켈리》가 처녀작)에서 연기를 시작했으나 엇갈린 반응을 받았다. 1985년 첫 음반 《She's the Boss》를 발표하여 솔로 경력을 시작했고 2009년 일렉트로닉 슈퍼그룹 슈퍼헤비에 합류했다. 그와 스톤스의 관계, 특히 리처즈와의 관계는 1980년대에 돌입하여 악화되었으나, 솔로 및 부차 프로젝트보다 스톤스와 함께했을 때 더 성공했다.
재거는 롤링 스톤스의 멤버로서 1989년 로큰롤 명예의 전당에, 2004년 영국 음악 명예의 전당에 헌액되었고 1993년에는 키스 리처즈와 함께 작곡가 명예의 전당에 헌액되었다. 또한 스톤스의 멤버 및 솔로 아티스트로서 영미 싱글 차트에서 13장의 싱글을 1위로 올렸고 32장의 싱글을 톱 10에 진입시켰으며 70장의 싱글을 톱 40에 진입시켰다. 2003년, 대중음악에 대한 공헌을 인정받아 기사작위(Knight Bachelor)에 서임되었다.

## 1943–1961: 초반생
마이클 필립 재거는 켄트 주 다트퍼드에서 중산층 가정에서 태어났다. 아버지 바질 팬쇼 "조" 재거, 할아버지 데이비드 어니스트 재거는 교직자였다. 어머니 에바 엔슬리 메리는 호주 시드니 출신의 영국계 사람으로 미용사였으며 영국 보수당의 정회원이었다. 재거의 어린 형제 크리스는 음악가로 두 명은 함께 공연한 적이 있다. 아버지의 경력을 따르기로 교육받았으나 재거는 "언제나 가수가 되고 싶었다"고 《롤링 스톤스에 의하면》(According to the Rolling Stones)에 밝혔다. "어릴 때 줄곧 노래를 불렀어요. 그냥 노래 부르기를 좋아하는 꼬마 중 하나였습니다. 누구는 성가대에서 노래하고, 또 누구는 거울 앞에서 노래를 선보였죠. 저는 교회 성가대 소속이었고, BBC 라디오나 라디오 룩셈부르크에서 가수들의 노래 듣기를 즐겼으며, TV 또는 영화 속의 가수를 보기도 했어요."
1950년 9월 키스 리처즈와 재거는 다트퍼드의 웬트워스 초등학교에서 급우 사이였다. 1954년 재거는 일레븐 플러스 시험에 합격하여 다트퍼드 그래머 스쿨에 입학했다. 현재 이 학교 부지에는 믹 재거 센터가 건립되어 있다. 재거와 리처즈는 각자 다른 학교에 재학하게 되면서 연락이 끊겼지만 1960년 7월 다트퍼드 철도역의 플랫폼에서 두 명은 재회, 우정을 부활시켰으며 서로가 리듬 앤 블루스 사랑을 공유하고 있다는 사실을 발견한다. 재거는 그 사랑을 리틀 리처드로 시작했다. 오 레벨 7등급과 에이 레벨 3등급을 통과한 뒤 1961년 재거는 학교를 졸업했다. 그리고 리처즈, 기타리스트 브라이언 존스와 런던 첼시 에디 그루브의 연립주택으로 이사했다. 리처즈와 존스가 자기들만의 리듬 앤 블루스 그룹, 블루스 인코퍼레이티드를 계획할 동안 재거는 정부 보조금을 받아가며 런던 정치경제대학교에서 학부생으로 사업을 공부했다. 또 기자 또는 정치가 중 무엇이 될지 진지하게 고심했으며, 후자를 팝 스타와 대조하기도 했다.
엘모 루이스와 브라이언 존스가 얼링 블루스 클럽에서 일하고 있을 때 – 이후 재거는 블루스 인코퍼레이티드의 "약간 밀접한 버전"을 맞딱뜨렸다 – 재거와 리처즈는 그룹과 잼을 시작했으며, 여기서 재거는 결국 싱어 자리를 맡게 된다. 이 연습이 바로 롤링 스톤스의 창립으로 이어진다. 1963년 롤링 스톤스와 음악 업계에서 경력을 추구키 위해 런던 정치경제대학교를 자퇴했다. 스톤스는 당초 '또다른 비트붐 밴드'로 생각되고 있었다.

## 1962–현재: 롤링 스톤스

### 1960년대

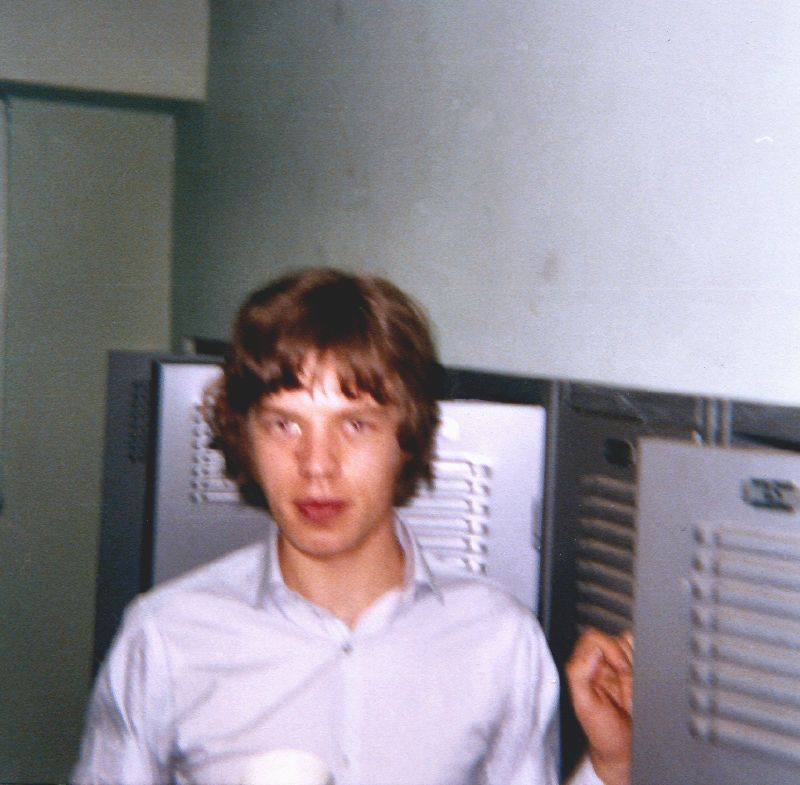
1965년의 재거

극초창기의 롤링 스톤스는 얼링 브로드웨이 지하철 역 맞은편의 지하 클럽에서 알렉시스 코너의 공연에서 휴식 시간에 무보수로 연주했다. 당시 그룹은 장비가 몹시 빈곤하여 코너의 장비를 빌려야 했다. 1962년 7월 12일 그룹은 런던의 재즈 클럽인 마키 클럽에서 롤린 스톤스 명칭으로 첫 공연에 나섰다. 이후 더 격식 있는 이름인 "롤링 스톤스"로 변경했다. 빅터 보크리스는 당시 밴드원이 재거, 키스 리처즈, 브라이언 존스, 피아노에 이언 스튜어트, 베이스에 딕 테일러, 드럼에 토니 채프먼이라고 진술했지만, 리처즈는 《라이프》에서 "그날 밤 드러머는 믹 애보리였다. 토니 채프먼은 아니었다. 역사란 것은 묘하게 전수되나 보다."라고 밝혔다.
1963년 가을 재거는 롤링 스톤스와 전도유망한 음악 경력을 위해 런던 정치경제대학교를 중퇴했다. 그룹은 계속 미국 리듬 앤 블루스 아티스트의 곡을 연주했으며 그중에는 척 베리와 보 디들리가 있었다. 그러나 매니저 앤드류 루그 올덤의 강한 권고로 재거와 리처즈는 곧 자작곡을 쓰기 시작했다. 이 핵심 작곡 파트너십은 개발에 시간이 다소 걸렸다. 그들의 초기 작곡인 〈As Tears Go By〉은 당시 루그 올덤이 홍보한 젊은 가수, 마리안 페이스풀을 위해 작곡했다. 롤링 스톤스를 위한 곡으로는 〈The Last Time〉이 있는데, 1955년 스태플 싱어가 녹음한 흑인 영가 〈This May Be the Last Time〉에 기반을 두며, 그룹의 세 번째 영국 1위 싱글 (그들의 최초 두 장 1위 싱글은 이미 다른 아티스트가 녹음한 곡의 리메이크였다)을 만들었다. 재거와 리처즈는 그들 최초의 국제적 히트작 〈(I Can't Get No) Satisfaction〉을 쓰기도 했다. 이 곡은 롤링 스톤스의 이미지를 비틀즈의 "사랑스런 몹톱" 이미지와 반대되는 반항적 문제아 이미지로 구축했다.
1992년 《베너티 페어》 프로필에서 재거는 스티븐 시프에게 다음과 같이 발언했다. "저는 당시 반항하려고 한 것은 아니었어요. 단지 나답게 살던 것이었죠. 모든 것을 끝자락으로 몰고 가려고 하지 않았어요. 저답고 평범하게 처신했어요. 그러니까 교외 출신에 이 밴드에서 노래 부르는 거요. 일부 늙다리는 나를 지독한 소음으로, 뭔가 끔직한 것으로 치부하며 음악의 향방을 걱정할지 모릅니다... 그런데 제가 부르는 거의 모든 곡이 다 순해요. 정말로요. 사람들은 그렇게 생각 안 하지만 나로서는 순하다고 생각하네요." 그룹은 성공한 음반 《December's Children (And Everybody's)》, 《Aftermath》, 《Between the Buttons》 등을 발표하게 되지만, 그들의 개인 생활이 도마 위에 올랐다. 1967년 재거와 리처즈는 마약 혐의로 구속되었고 이상하리만치 가혹한 형벌이 뒤따랐다. 재거의 형은 세 달간의 복역으로, 이탈리아에서 구매한 처방전 없는 네 정의 흥분제 소지 혐의가 그 사유였다. 《타임스》의 전통 보수적 편집장 윌리엄 리스 무그는 이 선고를 비판하는 기사를 작성, 리처즈의 형을 번복할 것과 재거의 형을 조건부 석방으로 정정할 것을 요구했다. 재거는 런던 브릭스톤 감옥에서 일박한 것으로 사면되었다. 롤링 스톤스는 이후로도 계속 법적 투쟁에 직면했다.
음반 《Beggars Banquet》에서, 브라이언 존스는 밴드에 고작 산발된 기여밖에 하지 못했다. 재거는 그가 "그런 생활 방식이 정신에 맞지 않았었다"고 말했다. 그의 마약 사용은 곧 방해 요인이 되었고, 미국 비자 또한 취득하지 못하게 됐다. 6월 재거, 리처즈, 와츠가 존스의 집에 방문했을 때의 일을 리처즈는 기억했다. 존스는 "투어를 다시 떠나기" 어려울 것이라 고백하며 "나는 떠나겠어. 내가 원하게 되면 그때 돌아가지"라고 말해 밴드를 탈퇴했다고 한다. 그로부터 한 달이 채 안 된 1969년 7월 3일, 존스는 이스트서식스주 하트필드의 자기 집 수영장에서 기이한 정황 아래 익사했다. 존스의 사망으로부터 이틀이 지난 1969년 7월 5일, 롤링 스톤스는 전에 예약된 하이드 파크 공연을 감행, 존스에게 바치는 것이라고 선언했다. 운집한 250,000명의 팬 앞에서 스톤스는 새로운 기타리스트 믹 테일러와 첫 공연을 가졌다. 공연의 초입부에서 재거는 퍼시 비시 셸리가 자신의 친우 존 키츠의 비가로서 쓴 《아도네이스》의 발췌본을 낭독, 그 이후 수천 마리의 나비를 존스를 기리는 뜻으로 개방했다. 공연은 조니 윈터의 〈I'm Yours and I'm Hers〉으로 비로소 시작되었다. 본 콘서트에서 그들은 이전에 관객이 듣지 못한 세 곡을 공개했다. 1969년 12월 발표되는 《Let It Bleed》의 〈Midnight Rambler〉, 〈Love in Vain〉, 그리고 1972년 발표되는 《Exile on Main St.》의 〈Give Me A Drink〉가 해당 곡이었다. 또한 전날 발표된 〈Honky Tonk Women〉도 공연했다.

### 1970년대

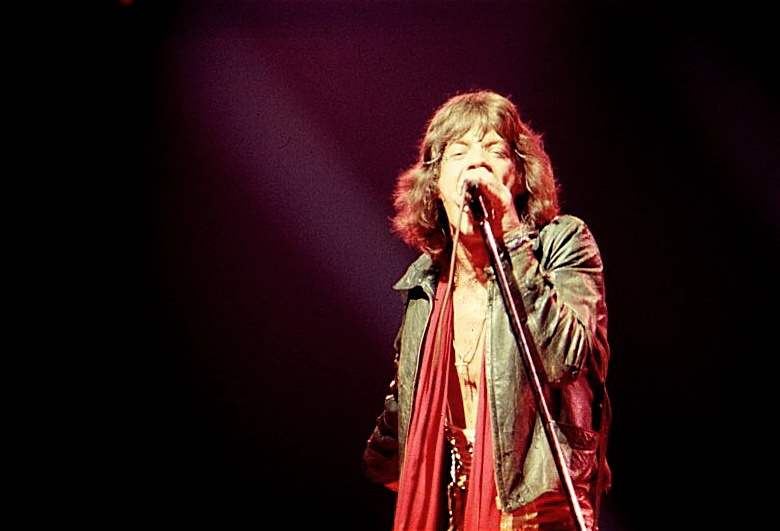
1972년 7월 뉴욕 시 무대에서 재거

1970년 재거는 햄프셔의 장원 저택과 토지인 〈스타그로브스〉를 매입했다. 또 롤링 스톤스 및 여러 다른 밴드들이 롤링 스톤스 이동식 스튜디오를 사용해 녹음했다. 레드 제플린은 이 스튜디오로 《Physical Graffiti》와 《Houses of the Holy》를 녹음하기도 했으며, 다이어 스트레이츠, 루 리드, 밥 말리, 호스립스, 플리트우드 맥, 배드 컴퍼니, 스테이터스 큐, 아이언 메이든, 위시본 애시 등이 이동식 스튜디오의 사용자였다. 더 후는 스타그로브스에 정차한 스튜디오로 〈Won't Get Fooled Again〉를 녹음했다. 이 스튜디오는 또한 딥 퍼플의 곡 〈Smoke on the Water〉 녹음에도 쓰였다. 가사는 이동식 스튜디오를 언급하고 있었으며 스튜디오가 불에 근접하여 전소될 뻔 했다는 익살로서 작곡했고 발표될 예정의 곡은 아니었다. 신호탄으로 발생한 불길에 스튜디오를 구하기 위해, 스톤스의 탑승자들은 창문을 부수고 정차 브레이크를 개방해 길을 굴러가게 두었다. 딥 퍼플은 이 일을 "Rolling truck Stones thing"으로 언급했으며, 그 전에 나오는 가사는 "우리는 몽트뢰에 도착했어 ... 이동식 스튜디오로 음반 만드려고(We all came out to Montreux ... to make records with a mobile)"였다. 이동식 스튜디오는 현재 캐나다 앨버타 주 칼게리의 국립 음악 센터에 보관되고 있다.
1971년 스톤스는 절세를 위해 남프랑스로 이사했다. 재거 및 밴드의 나머지 멤버들은 외견과 스타일을 1970년대에 맞게 조정했다. 재거는 기타 연주를 배워 《Sticky Fingers》 (1971)의 특정 곡의 기타 파트에서 기여했고 차후의 모든 음반에서도 그렇게 기여했다(1986년 《Dirty Work》는 예외). 대대적으로 홍보된 롤링 스톤스의 1972년 미국 투어를 위해 재거는 글램 록 복장과 반짝이는 화장을 하고서 무대에 올랐다. 이후의 10년간 스톤스는 디스코 및 펑크를 도입했고, 이것은 《Some Girls》 (1978)에 반영되어 있다. 그들의 블루스에 대한 관심은 1972년 음반 《Exile on Main St.》에서 제대로 표출될 수 있었다. 음반의 트랙 가운데, 가스펠에 영향받은 〈Let It Loose〉에서 그가 보여준 감성적 보컬은 음악 평론가 러슬리 홀에게 재거의 가장 뛰어난 보컬 업적이라는 평가를 받았다.
1971년 밴드의 두 번째 매니저 앨런 클라인에 의한 폭언이 오가는 분열이 지나간 뒤 재거는 신예 프론트맨 J. B. 실버와 대담을 가진 이후 그들의 사업 영역을 제어하기로 했고, 그의 친구 겸 동료 프린스 루퍼트 로웬슈타인과 손을 잡아 그들을 관리했다. 존스의 대체자 믹 테일러는 1974년 12월 밴드를 탈퇴했고 그의 자리는 페이시스의 기타리스트 로니 우드로 1975년 교체되었다. 그는 그룹 내 중재자 역할을 수행하기도 했으며, 특히 재거와 리처즈의 사이를 조정했다. 1972년 믹 재거, 찰리 와츠, 빌 와이먼, 추가로 닉 홉킨스와 라이 쿠더는 음반 《Jamming with Edward!》을 발표, 런던 올림픽 스튜디오에서 열린 《Let It Bleed》 세션에서 녹음을 진행했다. 음반은 쿠더의 기타 공헌으로 생긴 문제로 키스가 스튜디오를 나간 뒤 그를 기다리던 멤버들이 가진 잼을 수록했다.

### 1980년대

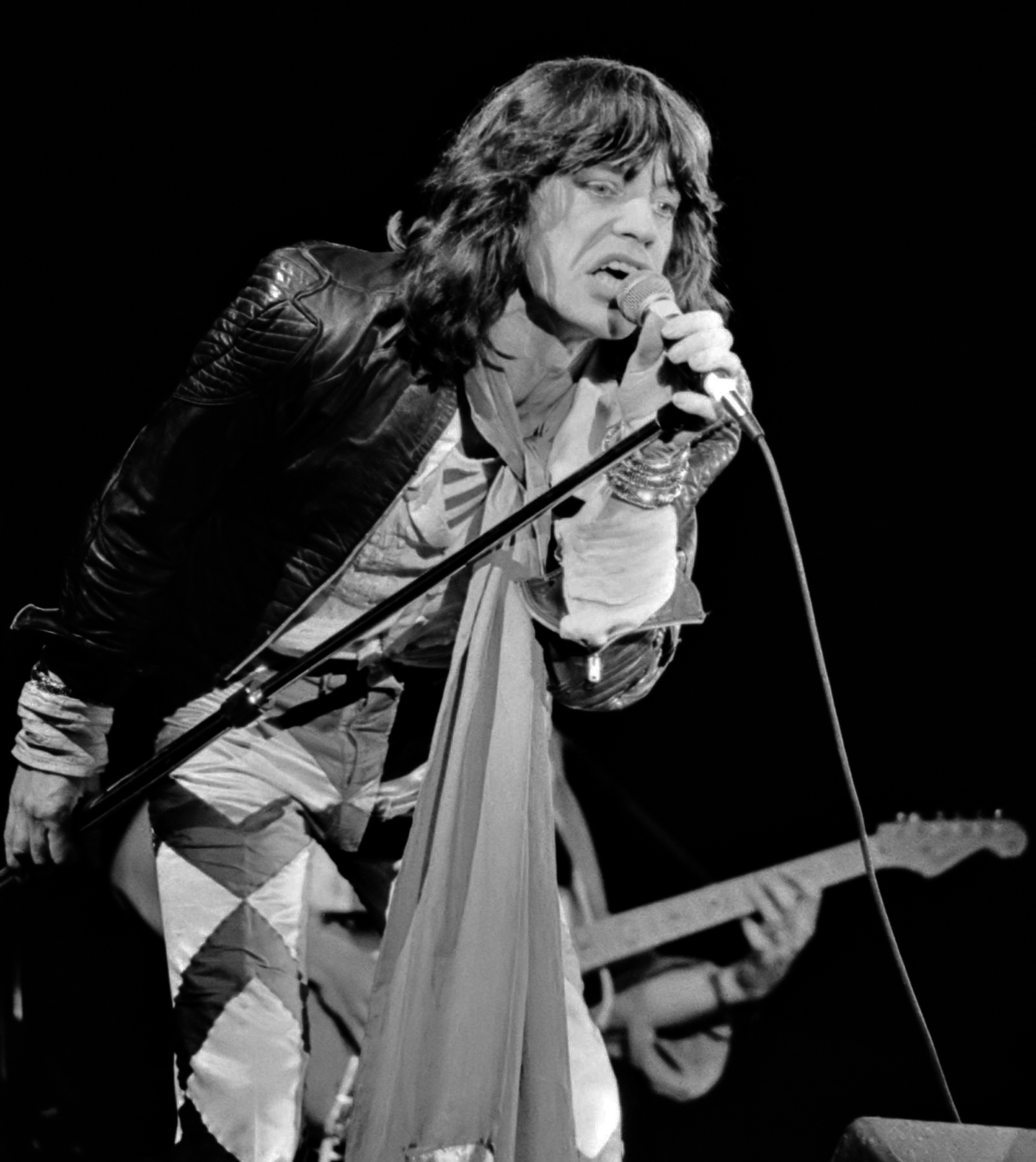
1976년 네덜란드 헤이그에서 재거

롤링 스톤스에서 계속 투어 및 음반 발표를 하던 가운데, 재거는 솔로 경력을 시작했다. 1985년 그는 첫 솔로 음반 《She's the Boss》를 발표, 닐 로저스와 빌 래스웰이 프로듀싱 했으며 허비 핸콕, 제프 벡, 잰 해머, 피트 타운젠드, 콤파스 포인트 올 스타스가 참여했다. 꽤 좋은 판매고를 보였으며 싱글 〈Just Another Night〉는 차트 10위 내로 진입했다. 이즈음 잭슨즈와 〈State of Shock〉를 작업했으며 마이클 잭슨과 리드 보컬을 함께 불렀다.
재거는 《She's the Boss》에서 독자로 곡을 쓰고 녹음했으며, 이러한 노력을 두고 《롤링 스톤》 1985년 2월 14일호는 "롤링 스톤스에서 자립하여 아티스트적 독자성을 확립했다"며 이를 "대담무쌍한 시도"라고 불렀다. 1985년 여러 장소에서 개최된 자선 콘서트 라이브 에이드에서 재거는 스톤스 없이 참가했다. 필라델피아 JFK 스타디움에서 〈It's Only Rock and Roll〉을 티나 터너와 듀엣하며 공연했고, 재거는 터너의 치마를 찢어 하이라이트를 연출했다. 런던 웸블리 스타디움에서는 데이비드 보위와 〈Dancing in the Street〉를 커버했다. 해당 영상은 웸블리 및 JFK 스타디움에서 동시 상영되었다. 이 곡은 같은 해 영국에서 1위에 올랐다. 1987년 발표된 그의 두 번째 솔로 음반 《Primitive Cool》은 데뷔작과 비교해 상업적 성공은 없었지만 평론가는 좋은 점수를 주었다. 1988년 리빙 컬러의 음반 《Vivid》의 수록곡 〈Glamour Boys〉와 〈Which Way to America〉를 프로듀싱했다. 3월 15일에서 28일 사이에는 일본(도쿄, 나고야, 오사카)에서 솔로 콘서트를 개최했다.

### 1990년대
1990년대, 재거는 솔로 아티스트로서의 자신을 재정립하려고 시도했다. 1993년 그는 세 번째 솔로 음반 《Wandering Spirit》을 발표했다. 재거와 리처즈의 공공연한 반목을 해소한 듯 보인 《Steel Wheels》 (1989)는 롤링 스톤스를 성공적으로 재기시켰다. 릭 루빈을 공동 프로듀서로 고용한 재거는 1992년 로스앤젤레스에서 녹음을 시작했고 1992년 9월 일곱 달이 넘게 지나 끝냈다. 이는 리처즈가 《Main Offender》를 제작하던 시기와 맞물렸다. 재거는, 《Wandering Spirit》에서 레니 크래비츠를 보컬리스트로 빌 위더스의 〈Use Me〉 커버에 투입했고 레드 핫 칠리 페퍼스의 베이시스프 플리를 세 트랙에 참여시키는 등 유명 게스트를 최소화하려 노력했다. 소니 뮤직과의 계약이 끝난 뒤 그들은 버진 레코드와 계약을 체결했다. 재거 쪽은 스톤스가 1970년 계약한 바 있던 애틀랜틱 레코드에 서명했다. 이 레이블은 신곡이 없는 "베스트" 컴필레이션 음반 《The Very Best of Mick Jagger》을 제외하면, 그의 한 장의 음반을 배급하는 데 그쳤다. 1993년 2월 발표된 《Wandering Spirit》은 영국 12위, 미국 11위에 오르는 등 상업적으로 성공했다.

### 2000년대

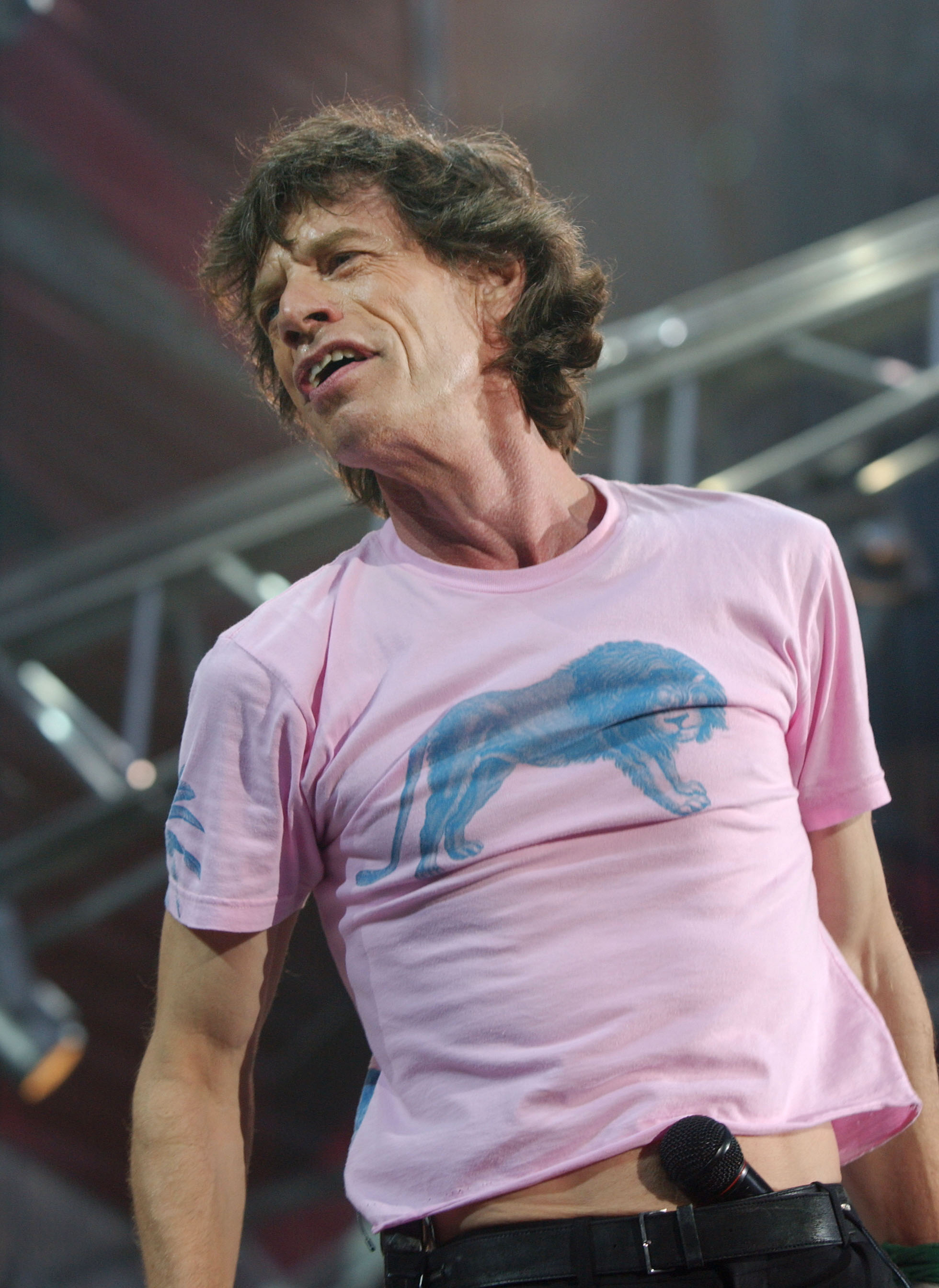
2003년 이탈리아 밀란 산 시로의 라이브에서 재거

2001년 재거는 《Goddess in the Doorway》를 발표했으며 싱글컷된 〈Visions of Paradise〉는 첫 주에 43위에 도달했다. 같은 해에는 9월 11일의 테러 자선 공연인 뉴욕 시 콘서트에서 키스 리처즈와 〈Salt of the Earth〉와 〈Miss You〉를 불렀다. 또한 재거는 1년 내내 계속된 릭스 투어를 통해 롤링 스톤스 40주년을 기념했으며, 이 투어는 그들의 경력을 되돌아보는 더블 음반 《Forty Licks》를 지원하고자 하는 의도도 있었다. 2007년 롤링 스톤스는 비거 뱅 투어로 미화 4억 3,700달러를 벌어들여 2007년 《기네스 세계 기록》에서 음악 투어 최대 수익으로 기록되었다. 재거는 2007년의 발언을 통해 밴드의 해산을 일축했다. "나는 롤링 스톤스가 더 많은 일과 많은 음반, 많은 투어를 할 것이라고 자신해요. 그것 중 어느 것도 멈출 생각이 현재 없습니다." 2009년 10월 재거와 U2는 로큰롤 명예의 전당 25주년 기념 콘서트에서 〈Gimme Shelter〉 (퍼기, 윌 아이 앰과 협연)와 〈Stuck in a Moment You Can't Get Out Of〉를 공연했다.

### 2010년대

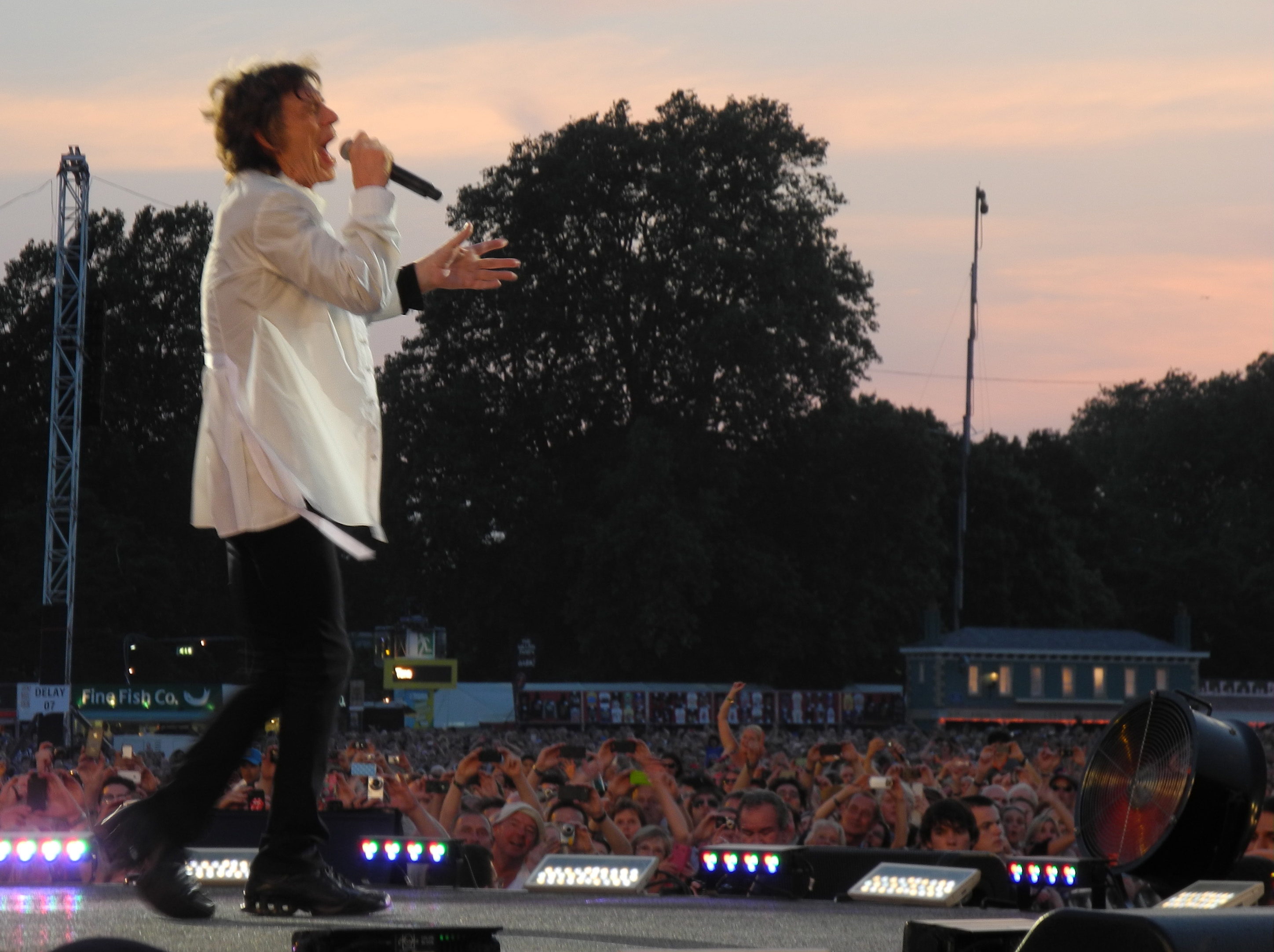
2013년 7월 런던 하이드 파크에서 스톤스와 함께 공연 중인 재거

2011년 5월 20일 재거는 새로운 슈퍼그룹, 슈퍼헤비의 결성을 발표했다. 밴드원으로 데이브 스튜어트, 조스 스톤, 데미언 말리, A. R. 라만이 있었다. 그룹은 스튜어트가 자메이카 성 앤스 베이에 위치한 자신의 집에서, 동시에 다른 소리를 연주하는 세 가지의 사운드 시스템을 듣고 난 이후 재거에게 건 전화로부터 시작되었다. 여기에서 스튜어트는 재거와 그룹을 만들고 다양한 아티스트의 음악 스타일을 융합하자는 발상을 떠올렸다. 여러 통화 및 숙고 끝에, 다른 멤버들도 함께하기로 결정했다. 2011년에 슈퍼헤비는 한 장의 음반과 두 장의 싱글을 발표했다. 10일 내에 29곡을 녹음했다고 전해졌다. 재거는 2011년 윌 아이 앰의 싱글 〈T.H.E. (The Hardest Ever)〉에 참여했다. 2012년 4월 4일 아이튠스에서 공식 발표되었다.
2012년 2월 재거는 B.B. 킹, 버디 가이, 제프 벡, 그리고 블루스 합주단과 백악관에서 버락 오바마가 지켜보는 가운데 일련의 공연을 펼쳤다. 재거가 오바마에게 마이크를 넘겼을 때, 오바마는 자신의 고향의 블루스 찬송가 〈Sweet Home Chicago〉의 가사인 "Come on, baby don't you want to go"를 2회 불렀다. 2012년 5월 19일 및 20일에는 《새터데이 나이트 라이브》 시즌 피날레에 초청되어 여러 코믹 촌극에서 연기했고 아케이드 파이어, 푸 파이터스, 제프 벡과 롤링 스톤스의 히트곡을 공연했다.
2012년 12월 12일에는 롤링 스톤스와 12-12-12: 샌디 렐리프를 위한 콘서트에서 공연했다. 또 마침내 2013년 글랜스톤베리 축제에도 초대되어 6월 29일 금요일 헤드라이너로 공연했다. 이후 그들의 50주년 기념의 일환으로 런던 하이드 파크에서 두 개의 콘서트를 개최했다. 그들이 하이드 파크에서 공연한 것은 1969년이 마지막이었다. 2013년 재거는 형제 크리스 재거와 팀을 맺고 크리스의 첫 음반 40주년 기념으로 듀엣을 했다.

## 키스 리처즈 간의 관계

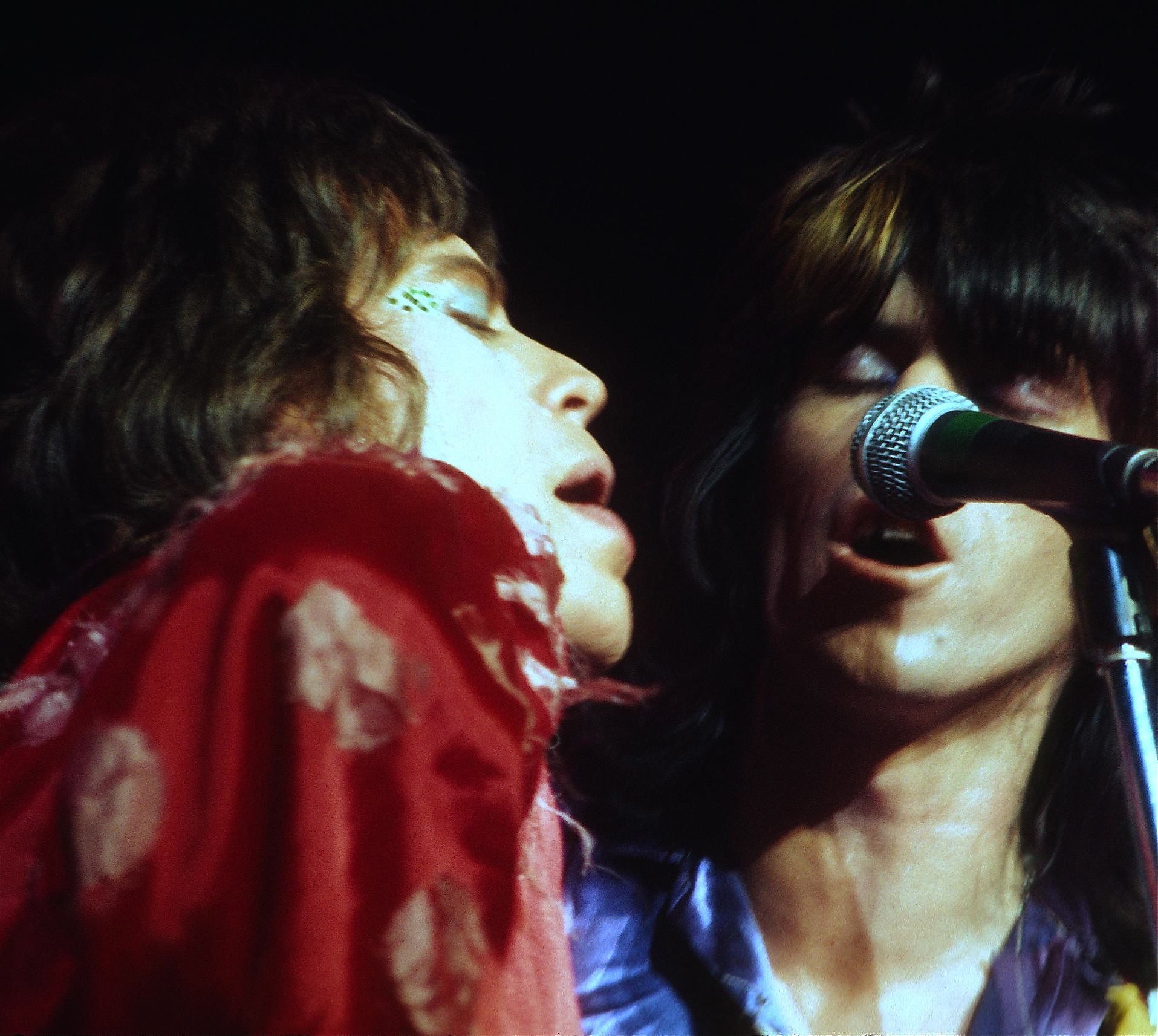
1972년 롤링 스톤스 미국 투어 중 샌프란시스코 공연에서 재거와 리처즈

재거와 밴드원 키스 리처즈의 관계는 매체로부터 자주 〈애증〉으로 표현된다. 리처즈는 1988년에 이와 관련해 인터뷰에서 말했다. "저는 우리의 차이를 가족 다툼 정도로 이해하고 있어요. 제가 놈에게 고함이나 비명을 왜 지르나면, 누구도 그럴 배짱이 없는 데다 다른 녀석들은 그러지 못하도록 돈으로 매수되었기 때문이죠. 한편으로 믹이 내가 자신의 친구이며 자기와 잘 해보려고 하고 해야 할 것을 함께 해 나가는 친구라는 점을 자각했으면 합니다."
1986년 3월 발표된 《Dirty Work》 (영국 4위, 미국 4위)는 미국 톱 5위의 히트곡 〈Harlem Shuffle〉의 존재에도 불구하고 엇갈린 평가를 받았다. 긴장이 팽팽한 리처즈와 재거의 관계로 인하여 재거는 음반의 홍보 투어에 참가하기를 거부하고, 대신 자신의 솔로 투어를 감행했고 여기에 롤링 스톤스의 곡을 포함했다. 리처즈는 이 시기의 재거와의 관계를 "제3차 세계대전"으로 묘사했다. 그 결과 이 시기의 밴드 내 반목으로, 그들은 거의 해산 상태까지 갔다. 재거의 솔로 음반《She's the Boss》 (영국 6위, 미국 13위) (1985)와 《Primitive Cool》 (영국 26위, 미국 41위) (1987)을 평균적인 성공을 거두었다. 반면에 롤링 스톤스는 거의 침체기에 있었다. 리처즈는 자신의 첫 솔로 음반 《Talk Is Cheap》 (영국 37위, 미국 24위)을 발표했으며 팬과 평론가의 좋은 평가와 함께 미국에서 골드 인증을 받았다. 이듬해에는 밴드의 25주년을 기념해 밴드의 경력을 조명한 다큐멘터리 《5x5: 롤링 스톤스의 계속되는 모험들》(5x5: The Continuing Adventures of the Rolling Stones)이 공개되었다.
《Steel Wheels》 (1989)의 성공 이후 재거와 리처즈는 공공연한 반목에 종언을 고했다. 1992년 1월 릭 루빈을 공동 프로듀서로 고용한 이후 재거는 음반 《Wandering Spirit》을 로스앤젤레스에서 1992년 9월부터 7달간 녹음했는데,리처즈가 《Main Offender》를 제작하던 시기와 맞물렸다.
2010년 10월 리처즈의 자서전 《라이프》가 출간되었다. 2010년 10월 15일 연합통신에서 게재한 기사에 따르면, 리처즈는 책에서 재거를 "견딜 수가 없는" 존재로 기술했으며 그들의 관계가 "수십년간" 불편했다고 썼다. 2015년에 리처즈는 재거를 "속물"이라고 불렀지만 "여전히 그들 몹시 사랑합니다 ... 친구라는 녀석은 완벽할 필요가 없으니까요."라고 덧붙여 한결 풀린 견해를 보였다

## 연기 및 영화 제작
재거는 연기 경력도 띄엄띄엄 쌓았으며, 그중 가장 잘 알려진 것은 도널드 카멜과 니컬러스 로그의 《퍼포먼스》 (1968)와 《네드 켈리》 (1970, 호주인 범법자를 연기했다)이다. 1969년에는 케니스 앵거의 영화 《내 악마 형제의 기도》(Invocation of My Demon Brother)를 위해 무그 신시사이저로 즉석 사운드트랙을 짓기도 했다. 재거는 《로키 호러 쇼》의 1975년 영화화 작품에서 프랭크 N. 푸르터 역을 맡기 위해 오디션을 보았다. 역할은 런던 웨스엔드에서 공연했을 당시의 원 연기자인 팀 커리에게 돌아갔다. 같은 해 재거는 알레한드로 호도로프스키가 프랭크 허버트의 《듄》 영화화 작품을 기획하고 있을 때, 그에게 개인으로 접근하여 페이드-러우사 역을 따내려고 했지만, 영화가 실제로 은막에 오르는 일은 없었다. 1978년 러틀스의 영화 《올 유 니드 이즈 캐시》에서 본인 역으로 출연했고 1970년대 말에는 베르너 헤어초크의 《위대한 피츠카랄도》에서 주역인 윌버로 캐스팅되었다. 그러나, 핵심 연기자 제이슨 로버즈의 병환(이후 클라우스 킨스키로 대체되었다)과 영화의 악명높게 까다로운 제작으로, 재거는 밴드 투어와의 스캐줄 마찰로 더 이상 출연하지 못하게 되었다. 재거가 작업한 일부 장면들이 《버든 오브 드림스》와 《나의 친애하는 적 클라우스 킨스키》 다큐멘터리에 삽입되었다. 1983년 재거는 페어리 테일 시어터의 《더 나이팅게일》에서 황제 역으로 출연했다. 재거는 이후 《프리잭》 (1992), 《벤트》 (1997), 《맨 프럼 엘리시안 필즈》 (2002) 등에서 무거운 역할을 맡아 자신의 연기 평판을 발달시켰다.

## 음반 목록

### 솔로 음반
- She's the Boss (1985)
- Primitive Cool (1987)
- Wandering Spirit (1993)
- Goddess in the Doorway (2001)

### 참조주
1. ↑  〈Mick Jagger〉. 《Front Row》. 2012년 12월 26일. BBC Radio 4. 2014년 1월 18일에 확인함.
2. 1 2  “Supplement No. 1: Birthday Honours List”. 《런던 가제트》 (영어) (56595): B1. 2002년 6월 15일.
3. ↑  Erlewine, Stephen Thomas. [(영어) https://www.allmusic.com/artist/p4584 “Mick Jagger Biography”] |url= 값 확인 필요 (도움말). Allmusic. 2010년 12월 5일에 확인함.
4. ↑  “The Rolling Stones”. 《로큰롤 명예의 전당》 (영어). 2018년 6월 17일에 원본 문서에서 보존된 문서. 2018년 4월 29일에 확인함.
5. ↑  “Mick Jagger”. 《작곡가 명예의 전당》 (영어).
6. ↑  Anon. “Baptism entry for Mick Jagger, rock musician, from the registers of Dartford St. Alban for 6 October 1943.”. 《Medway City Ark Document Gallery》. Medway Council.  5 August 2009에 원본 문서에서 보존된 문서. 17 September 2009에 확인함.
7. ↑  Edwards, Adam. “RIP Jumping Jack Flash senior”. 《The Telegraph》 (영어). 13 August 2017에 원본 문서에서 보존된 문서.  3 September 2017에 확인함.
8. 1 2  Barratt, Nick (24 November 2006). “Family detective: Mick Jagger”. 《The Telegraph》 (London, UK). 19 January 2012에 원본 문서에서 보존된 문서.  5 May 2011에 확인함.
9. ↑  “Eva Jagger, 1913–2000”. 《Rolling Stone》.  4 September 2017에 원본 문서에서 보존된 문서.  3 September 2017에 확인함.
10. ↑  [(영어) https://www.allmusic.com/artist/p18475 “Chris Jagger biography at”] |url= 값 확인 필요 (도움말). Allmusic. 2009년 12월 31일에 확인함.
11. ↑  Wiederhorn, Jon ( 6 December 2013). “Chris Jagger Keeps on Grooving With a Little Help From Big Brother Mick”. Music.yahoo.com.  7 April 2014에 원본 문서에서 보존된 문서. 28 June 2014에 확인함.
12. ↑  Jagger 등. 2003, 13쪽.
13. ↑  White, Charles. (2003), pp. 119–120, The Life and Times of Little Richard: The Authorised Biography, Omnibus Press.
14. 1 2  “Mick Jagger | The Rolling Stones”. 《www.rollingstones.com》 (영어).  3 September 2017에 원본 문서에서 보존된 문서.  3 September 2017에 확인함.
15. ↑  “The 17 most successful alumni from the London School of Economics”. 《Business Insider》. 22 May 2016. 20 August 2017에 원본 문서에서 보존된 문서.  8 September 2017에 확인함.
16. ↑  Tremlet, George (1974). 《The Rolling Stones Story》. London: Futura Publications Ltd. 109–110쪽.
17. 1 2 3  “The Rolling Stones Biography”. 《Rolling Stone》. 30 April 2011에 원본 문서에서 보존된 문서.  3 December 2014에 확인함.
18. ↑  Richards 2010, 97쪽.
19. ↑  Jagger 등. 2003, 84쪽.
20. ↑  Kot, Greg (2014). 《I'll Take You There: Mavis Staples, the Staple Singers, and the March up Freedom's Highway》. Simon and Schuster. 112쪽. ISBN 978-1-451-64787-7.
21. ↑  Roberts, David (2006). 《British Hit Singles & Albums》 19판. London: Guinness World Records Limited. 277쪽. ISBN 1-904994-10-5.
22. ↑  Unterberger, Richie. “(I Can't Get No) Satisfaction”. AllMusic.  8 September 2017에 원본 문서에서 보존된 문서.  8 September 2017에 확인함.
23. ↑  Wild, Chris. “Adorable, 21-year-old Mick Jagger gets his hair done”. 《Mashable》.  3 September 2017에 원본 문서에서 보존된 문서.  3 September 2017에 확인함.
24. ↑  Dick, Luke; Reisch, George ( 7 November 2011). 《The Rolling Stones and Philosophy: It's Just a Thought Away》 (영어). Open Court. ISBN 9780812697599.  6 September 2017에 원본 문서에서 보존된 문서.
25. ↑  “The Rolling Stone 20th Anniversary Interview: Mick Jagger”. 《Rolling Stone》.  3 September 2017에 원본 문서에서 보존된 문서.  3 September 2017에 확인함.
26. ↑  Hattenstone, Simon ( 8 September 2005). “Rock of ages”. 《The Guardian》 (영국 영어). ISSN 0261-3077.  3 September 2017에 원본 문서에서 보존된 문서.  3 September 2017에 확인함.
27. ↑  Andersen 2012, 148–149쪽.
28. ↑  Booth, Stanley (2000). 《The True Adventures of the Rolling Stones (2nd edition)》. A Capella Books. 271–278쪽. ISBN 1-55652-400-5.
29. ↑  Jagger 등. 2003, 128쪽.
30. ↑  Davis, Stephen (11 December 2001). 《Old Gods Almost Dead: The 40-Year Odyssey of the Rolling Stones》 (영어). Crown/Archetype. ISBN 9780767909563. 18 September 2017에 원본 문서에서 보존된 문서. 24 December 2021에 확인함.
31. ↑  Wyman 2002, 329쪽.
32. 1 2  “The Rolling Stones Biography”. 《Rolling Stone》. 30 April 2011에 원본 문서에서 보존된 문서.  6 June 2006에 확인함.
33. ↑  The Rolling Stones (1969). 《The Stones in the Park》 (DVD released 2006). Network Studios.
34. ↑  “Mick Jagger: we will play same set list at Hyde Park gig as in 1969”. 《The Telegraph》 (영어). 20 October 2013에 원본 문서에서 보존된 문서. 15 August 2017에 확인함.
35. ↑  “HYDE PARK, LONDON SETLIST: 13TH JULY 2013 | The Rolling Stones”. 《www.rollingstones.com》 (영어). 23 May 2017에 원본 문서에서 보존된 문서. 15 August 2017에 확인함.
36. ↑  “The Rolling Stones release iconic Hyde Park 1969 performance on Blu-ray”. 《AXS》 (미국 영어). 11 August 2017에 원본 문서에서 보존된 문서. 15 August 2017에 확인함.
37. ↑  http://www.ait-themes.com, AitThemes.com,. “Stargrove | Hampshire Garden Trust Research”. 《research.hgt.org.uk》 (영어).  9 November 2016에 원본 문서에서 보존된 문서. 26 August 2017에 확인함.
38. 1 2  Bill,, Janovitz, (2013). 《Rocks off : 50 tracks that tell the story of The Rolling Stones》 Fir U.S.판. New York: St. Martin's Press. 189–191쪽. ISBN 9781250026323. OCLC 811597730.  2 March 2017에 원본 문서에서 보존된 문서.
39. 1 2 3 4  The National (26 June 2016), 《Rolling Stones' Mobile Recording Truck | Inside Tour》,  6 September 2017에 원본 문서에서 보존된 문서,  1 September 2017에 확인함
40. ↑  Andersen 2012, 247쪽.
41. ↑  “Why Mick Jagger Never Goes Out of Style”. 《Vogue》 (영어).  3 September 2017에 원본 문서에서 보존된 문서.  3 September 2017에 확인함.
42. ↑  Hamilton, Jack. “How 'Exile on Main St.' Killed the Rolling Stones”. 《The Atlantic》 (미국 영어).  7 July 2017에 원본 문서에서 보존된 문서.  3 September 2017에 확인함.
43. ↑  “500 Greatest Albums of All Time”. 《Rolling Stone》.  3 September 2017에 원본 문서에서 보존된 문서.  3 September 2017에 확인함.
44. ↑  Smith, Sid. “BBC – Music – Review of The Rolling Stones – Exile On Main St.”. 21 February 2017에 원본 문서에서 보존된 문서.  3 September 2017에 확인함.
45. ↑  Hall, Russell (2008년 2월 20일). “Deepest Cut: The Rolling Stones Let It Loose from 1972's Exile on Main St.”. 《Gibson Lifestyle》.
46. ↑  “10 Questions for Ron Wood”. 《Time》. 2015년 7월 10일에 원본 문서에서 보존된 문서.
47. ↑  “Jamming with Edward! – The Rolling Stones | Songs, Reviews, Credits | AllMusic”. 《AllMusic》.  3 September 2017에 원본 문서에서 보존된 문서.  3 September 2017에 확인함.
48. ↑  “45 Years Ago: Rolling Stones Members Release 'Jamming With Edward!'”. 《Ultimate Classic Rock》 (미국 영어).  3 September 2017에 원본 문서에서 보존된 문서.  3 September 2017에 확인함.
49. ↑  “45 Years Ago: Rolling Stones Members Release 'Jamming With Edward!'”. 《Ultimate Classic Rock》 (미국 영어).  3 September 2017에 원본 문서에서 보존된 문서.  3 September 2017에 확인함.
50. ↑  “100 Best Singles of 1984: Pop's Greatest Year”. 《Rolling Stone》.  2 September 2017에 원본 문서에서 보존된 문서.  1 September 2017에 확인함.
51. ↑  “Stepping Out: Mick Jagger Goes Solo”. 《Rolling Stone》.  3 September 2017에 원본 문서에서 보존된 문서.  3 September 2017에 확인함.
52. ↑  Kurlansky, Mark (11 July 2013). 《Ready For a Brand New Beat: How "Dancing in the Street" Became the Anthem for a Changing America》 (영어). Penguin. ISBN 9781101616260.  6 September 2017에 원본 문서에서 보존된 문서.
53. ↑  “Mick Jagger Tour Rolls in Japan”. 《Rolling Stone》. 2015년 7월 15일에 원본 문서에서 보존된 문서.
54. ↑  “Wandering Spirit”. AllMusic.  8 September 2017에 원본 문서에서 보존된 문서.  8 September 2017에 확인함.
55. ↑  Hochman, Steve ( 4 October 1992). “Odd Couple Mick and Rick Finish Album”. 《Los Angeles Times》 (미국 영어). ISSN 0458-3035. 25 October 2015에 원본 문서에서 보존된 문서.  3 September 2017에 확인함.
56. ↑  “Keith Richards: Rock's Main Offender”. 《Rolling Stone》.  3 September 2017에 원본 문서에서 보존된 문서.  3 September 2017에 확인함.
57. ↑  Inc, Nielsen Business Media (24 November 2001). 《Billboard》 (영어). Nielsen Business Media, Inc.  6 September 2017에 원본 문서에서 보존된 문서.
58. 1 2  "Mick Jagger – UK Charts" 보관됨 20 8월 2014 - 웨이백 머신. Official Charts Company.
59. ↑  “Mick Jagger – Billboard Charts”. 《Billboard》. 2017년 2월 26일에 원본 문서에서 보존된 문서.
60. ↑  “MICK JAGGER | full Official Chart History | Official Charts Company”. 《www.officialcharts.com》 (영어).  4 September 2017에 원본 문서에서 보존된 문서.  3 September 2017에 확인함.
61. ↑  “Concert for New York City – Various Artists”. AllMusic. 2016년 8월 20일에 원본 문서에서 보존된 문서.
62. ↑  “Entertainment | Stones start monster tour”. BBC News.  6 September 2002. 27 August 2014에 원본 문서에서 보존된 문서. 28 June 2014에 확인함.
63. ↑  “Another Stones record — this one in Guinness”. Today.msnbc.msn.com. 26 September 2007. 24 May 2015에 원본 문서에서 보존된 문서. 28 June 2014에 확인함.
64. ↑  “Entertainment | Jagger vows to keep music rolling”. BBC News.  2 October 2007. 10 August 2014에 원본 문서에서 보존된 문서. 28 June 2014에 확인함.
65. ↑  “The 25th Anniversary Rock & Roll Hall Of Fame Concerts (4CD)”. Amazon.com. 15 October 2015에 원본 문서에서 보존된 문서. 25 November 2011에 확인함.
66. 1 2  Greene, Andy (20 May 2011). “Mick Jagger Forms Supergroup with Dave Stewart, Joss Stone and Damian Marley”. 《Rolling Stone》. 23 May 2011에 원본 문서에서 보존된 문서. 22 May 2011에 확인함.
67. ↑  Petridis, Alexis (15 September 2011). “SuperHeavy: SuperHeavy – review”. 《The Guardian》 (영국 영어). ISSN 0261-3077.  4 September 2017에 원본 문서에서 보존된 문서.  3 September 2017에 확인함.
68. ↑  Hung, Steffen. “Discographie SuperHeavy – austriancharts.at”. 《austriancharts.at》.  6 November 2012에 원본 문서에서 보존된 문서.  3 September 2017에 확인함.
69. ↑  “Mick Jagger's New Group SuperHeavy Unveils Music”. 《Billboard》. 17 February 2017에 원본 문서에서 보존된 문서.  3 September 2017에 확인함.
70. ↑  “New Music: will.i.am f/ Jennifer Lopez & Mick Jagger – ‘T.H.E (The Hardest Ever)’”. Rap-Up.com. 18 November 2011. 18 January 2012에 원본 문서에서 보존된 문서.  2 January 2012에 확인함.
71. ↑  “Mick Jagger, B.B. King Celebrate the Blues with President Obama”. 《Rolling Stone》.  7 May 2016에 원본 문서에서 보존된 문서. 24 August 2017에 확인함.
72. ↑  “"Mick Jagger helps "Saturday Night Live" close out its season"”. Cbsnews.com. 21 May 2012.  1 June 2013에 원본 문서에서 보존된 문서. 27 September 2014에 확인함.
73. ↑  Martens, Todd (12 December 2012). “12–12–12 Concert: The Rolling Stones make a quick exit”. 《Los Angeles Times》. 29 December 2013에 원본 문서에서 보존된 문서. 14 July 2013에 확인함.
74. ↑  Lynskey, Dorian (30 June 2013). “Rolling Stones at Glastonbury 2013 – review”. 《The Guardian》 (London). 30 July 2013에 원본 문서에서 보존된 문서.  2 July 2013에 확인함.
75. ↑  《Rolling Stones to return to Hyde Park》. BBC.  3 April 2013.  7 August 2013에 원본 문서에서 보존된 문서.
76. ↑  “Rolling Stones Release 'Hyde Park Live' Album”. Billboard. 21 February 2014에 원본 문서에서 보존된 문서. 19 April 2014에 확인함.
77. ↑  “Mick Jagger duets with singer brother on new album – MSN Music News”. Music.msn.com.  7 December 2013.  2 July 2014에 원본 문서에서 보존된 문서. 28 June 2014에 확인함.
78. ↑  “IrelandOn-Line”. 2013년 11월 12일에 원본 문서에서 보존된 문서.
79. ↑  “Entertainment | Stones row over Jagger knighthood”. BBC News.  4 December 2003. 14 July 2014에 원본 문서에서 보존된 문서. 28 June 2014에 확인함.
80. ↑  Holden, Stephen. “The Pop Life”. New York Times. 15 January 2009에 원본 문서에서 보존된 문서. 28 June 2014에 확인함.
81. 1 2  “The 25 Boldest Career Moves in Rock History: 20) Mick Jagger Tours Solo With Joe Satriani”. 《Rolling Stone》. 18 March 2011.  5 January 2013에 원본 문서에서 보존된 문서.  4 December 2011에 확인함.
82. ↑  Sandford 1999, 268쪽.
83. ↑  Jagger 등. 2003, 247쪽.
84. ↑  “RIAA Gold & Platinum database”. Recording Industry Association of America. 26 June 2007에 원본 문서에서 보존된 문서. 4 December 2011에 확인함.
85. ↑  Patell 2011, 24쪽.
86. ↑  Steve Hochman (1992년 10월 4일). “Odd Couple Mick and Rick Finish Album”. 《로스앤젤레스 타임스》. 2015년 10월 25일에 원본 문서에서 보존된 문서. 2018년 4월 29일에 확인함.
87. ↑  Kim Neely (1992년 11월 26일). “Keith Richards: Rock's Main Offender”. 《롤링 스톤》. 2017년 9월 3일에 원본 문서에서 보존된 문서. 2018년 4월 29일에 확인함.
88. ↑  Richards, Keith (2010). 《Life》. Little, Brown and Company. ISBN 0-316-03438-X. OCLC 548642133.
89. ↑  Bloxham, Andy (15 October 2010). “Keith Richards: 'Mick Jagger has been unbearable since 1980s'”. 《The Telegraph》. Telegraph Media Group.  1 September 2015에 원본 문서에서 보존된 문서. 18 August 2015에 확인함.
90. ↑  “Keith Richards blasts heavy metal, rap in interview”. 25 December 2015에 원본 문서에서 보존된 문서.
91. ↑  “NMA Collections Search – Facsimile of Ned Kelly's helmet”. Nma.gov.au.  5 January 2012에 원본 문서에서 보존된 문서.  5 November 2011에 확인함.
92. ↑  Dietz, Dan ( 3 September 2015). 《The Complete Book of 1970s Broadway Musicals》 (영어). Rowman & Littlefield. ISBN 9781442251663.  6 September 2017에 원본 문서에서 보존된 문서.
93. ↑  “‘The Rocky Horror Picture Show’ Remake: Major Character Casting Now Complete”. 《The Inquisitr》 (미국 영어).  8 January 2016.  3 September 2017에 원본 문서에서 보존된 문서.  3 September 2017에 확인함.
94. ↑  “We Got the Dune We Deserved: Jodorowsky’s Dune”. Tor.com.  4 September 2014에 원본 문서에서 보존된 문서. 27 September 2014에 확인함.
95. ↑  “Jodorowsky's Dune: The greatest acid sci-fi cult film never made”. 《The Sydney Morning Herald》. 30 September 2014에 원본 문서에서 보존된 문서. 27 September 2014에 확인함.
96. ↑  Malcolm, Derek (12 January 2000). “Les Blank: Burden of Dreams”. 《The Guardian》 (영국 영어). ISSN 0261-3077.  3 September 2017에 원본 문서에서 보존된 문서.  3 September 2017에 확인함.
97. ↑  Cox, Alex (21 January 2016). 《Alex Cox's Introduction to Film: A Director's Perspective》 (영어). Oldcastle Books. ISBN 9781843447474.  6 September 2017에 원본 문서에서 보존된 문서.
98. ↑  Faulk, Dr Barry; Harrison, Professor Brady (28 April 2014). 《Punk Rock Warlord: the Life and Work of Joe Strummer》 (영어). Ashgate Publishing, Ltd. ISBN 9781472410559.  6 September 2017에 원본 문서에서 보존된 문서.
99. ↑  “Faerie Tale Theatre: Season 2, Episode 2 : The Nightingale (10 May 1983)”. IMDb.com. 22 July 2014에 원본 문서에서 보존된 문서. 28 June 2014에 확인함.
100. ↑  “25 Years Ago: Mick Jagger Returns to the Movies in ‘Freejack’”. 《Ultimate Classic Rock》 (미국 영어).  3 September 2017에 원본 문서에서 보존된 문서.  3 September 2017에 확인함.
101. ↑  Holden, Stephen. “Movie Review –  Film Review; Sent From Gay Berlin To Labor at Dachau”. 《The New York Times》 (영어).  3 September 2017에 원본 문서에서 보존된 문서.  3 September 2017에 확인함.
102. ↑  Scott, A.O. “Movie Review – Film Review; It May Sound Like Faust, But the Body Is the Lure”. 《The New York Times》 (영어).  3 September 2017에 원본 문서에서 보존된 문서.  3 September 2017에 확인함.
103. ↑  “The Man From Elysian Fields”. 《Rolling Stone》.  3 September 2017에 원본 문서에서 보존된 문서.  3 September 2017에 확인함.

### 내용주
1. ↑  글린 존스에 의하면 리처즈의 부재는 그의 연인 아니타 팔렌버그의 전화로 발생한 것이라고 한다.[48] 둘 중 무엇이 진실이든, 당시 리처즈가 밴드와 떨어져 있었다는 것은 틀림없다.